# 邦瓜努省
6°39′N 4°12′W / 6.650°N 4.200°W

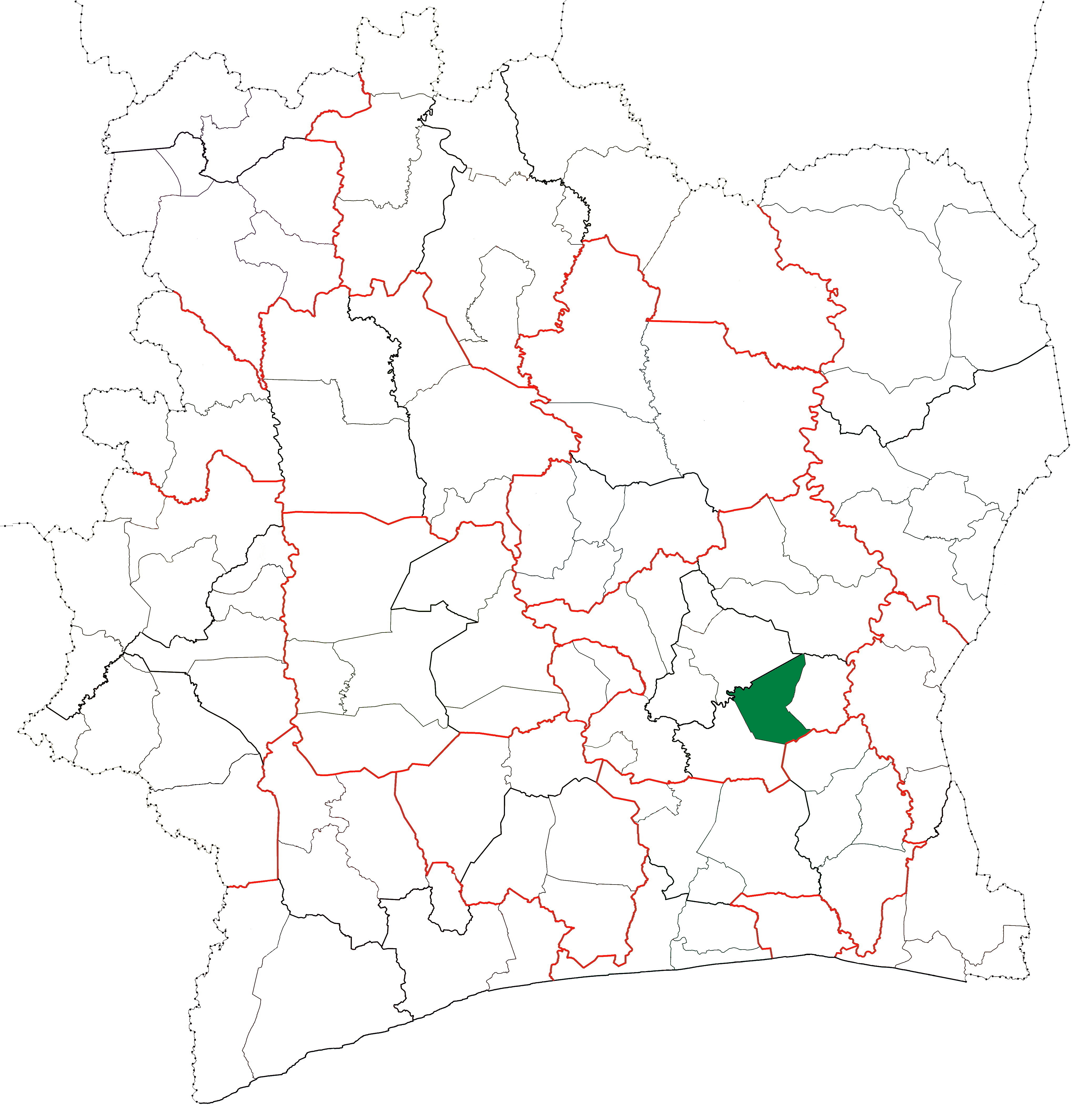

邦瓜努省（Bongouanou Department），是科特迪瓦的省份，位於該國中部湖泊區，由莫羅努大區負責管轄，東面是阿拉省，西面是姆巴托省，成立於1980年，2014年人口165,307。